# Макарац
 Макарац је мало ненасељено острво у хрватском делу Јадранског мора.
Налази се у заливу Лука Вељи лаго, југозападно од насеља Пасадур на острву Ластову. Површина острва износи 0,019 км². Дужина обалске линије је 0,58 км..
Највиши врх на острву је висок 26 метара.